# حزب الخضر الأوغندي
حزب الخضر الأوغندي هو حزب سياسي أخضر في أوغندا. يدعي الحزب أنه ملتزم برفاهية البيئة الطبيعية بدلاً من السياسة. هدفه الرئيسي هو حماية البيئة وموائلها.

## روابط خارجية
الأحزاب السياسية مسجلة لدى مفوضية الانتخابات الأوغندية